# Unión Catalanista
La Unión Catalanista (en catalán: Unió Catalanista) fue un grupo político catalanista conservador formado en Barcelona en 1891, a partir de la unión de diversos sindicatos y asociaciones catalanistas que se pusieron en contacto a raíz de la resistencia contra el artículo 15 del código civil que consideraban que atentaba contra el derecho civil catalán.
En 1892 promovieron la reunión en la que se aprobaron las Bases de Manresa. En 1893 celebró asamblea en Reus, en 1894 en Balaguer y en 1895 en Olot. El 1897 modificó los estatutos y se le unieron nuevas asociaciones, agrupaciones, periódicos y particulares. La dirección se dividía en dos sectores, uno poco politizado agrupado en torno al periódico La Renaixensa, y otro más político encabezado por Enric Prat de la Riba. Este segundo, que abogaba por la participación en el sistema político, se separó de la Unió en 1899 y creó el Centre Nacional Català bajo la presidencia de Narcís Verdaguer. El Centre Nacional Català se fusionó con la Unió Regionalista formando la Lliga Regionalista después de su candidatura unitària conocida como la candidatura dels quatre presidents el 1901, cuándo tuvieron un gran éxito en las elecciones.
La Unió Catalanista convocó entonces una asamblea en Tarrasa en la que se decidió entrar en política y pedir el concierto económico. En 1903 logró la presidencia Domènec Martí i Julià, el cual orientó el partido hacia la izquierda. Martí dejó la presidencia en 1906 pero la volvió a ocupar en 1914. En 1916, Martí propuso la disolución de la organización, que no fue aceptada y abandonó el grupo. Desde entonces la Unió entró en una profunda decadencia. En las elecciones regionales de 1932 obtuvo un escaño en el parlamento de Cataluña. Continuó existiendo hasta 1936, tras el estallido de la Guerra civil.